# スカル溶解

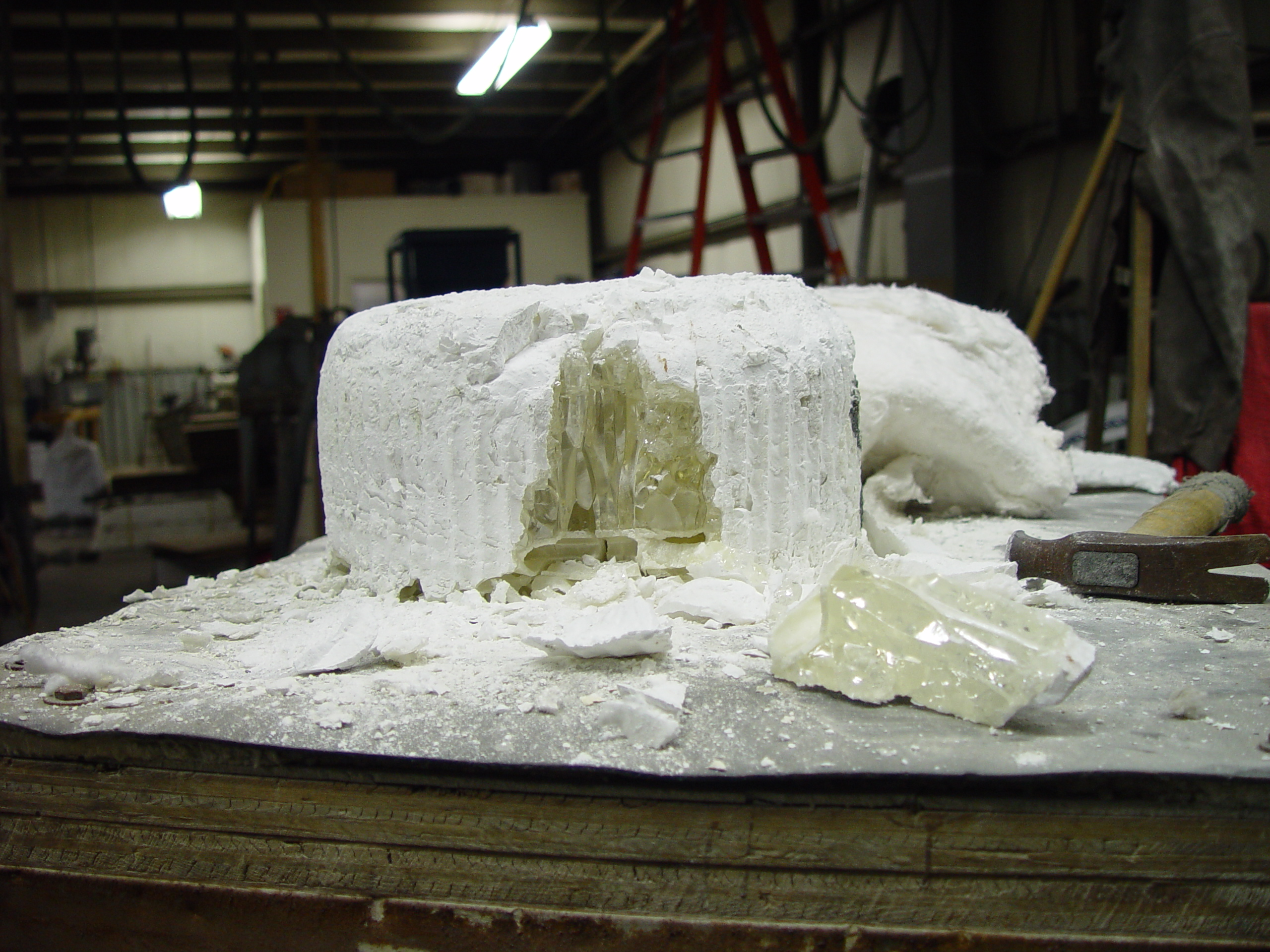
キュービックジルコニアの塊を御開帳したところ

スカル溶解（スカルようかい、Skull crucible）とは、ダイヤの模造宝石であるキュービックジルコニアを製造するために、モスクワのレベデフ物理学研究所が発明したプロセスである。キュービックジルコニアの融点（約2700度）が白金るつぼですら高すぎる、という問題を解決するために開発され、1973年に発表された。
簡単に言うと、キュービックジルコニアの塊の中心のみを加熱し、外層を冷却することにより、材料が自身で「るつぼ」を形成する。「スカル（髑髏）」という用語が意味するのは、溶融した内容物を取り囲む「外殻（シェル、凝固層）」を形成する、この外層のことである。具体的には、水冷銅るつぼ高周波誘導溶解装置に入れた酸化ジルコニウム粉末を加熱し、そのあと徐々に冷却する。加熱は、装置に巻かれたコイルを使用した高周波誘導加熱によって行われる。高周波コイルが溶け落ちることを防ぐため、また酸化ジルコニウムの外層を冷却してジルコニウム粉末塊の形状を維持するために、外側の装置は水冷パイプによって水冷されている。
酸化ジルコニウムは固体の状態では電気を通さないため（電気絶縁体）、酸化ジルコニウム塊の中に金属ジルコニウム片を置く。この金属ジルコニウム片は、溶融すると酸化し、既に溶けた酸化ジルコニウム（これは電気を通す電気伝導体であり、高周波誘導によって加熱された）と混合される。
内部の酸化ジルコニウムが溶融すると（外層は固体のままである必要があるため、全体が溶融するわけではない）、高周波誘導加熱コイルの電流振幅を徐々に減少させ、そうすると材料が冷えるにつれて結晶が形成される。通常、これは酸化ジルコニウムの単斜晶系（結晶系）を形成する。
酸化ジルコニウムは温度で結晶構造が変化し、約2370度でダイヤと同じ屈折率を持つ立方晶系を形成するが（「立方晶ジルコニア」）、添加物を加えると常温でも立方晶系で安定し、これを「安定化ジルコニア」という。「立方晶ジルコニア」は、宝飾業界では英語をそのままカタカナにした「キュービックジルコニア」ということが多い。車のブレーキなど高温になるパーツにジルコニアを使う場合、「安定化ジルコニア」は温度が変化しても「立方晶ジルコニア」のままで、結晶構造の不連続な変化によって体積変化を起こしてひび割れを起こすことが無くなることから、「安定化ジルコニア」の手法は工業的にも重要である。立方晶系を維持するために、一般的には、安定剤、酸化マグネシウム、酸化カルシウム、酸化イットリウム、および結晶を着色するための物質が添加される。混合物が冷えた後、外層が取り除かれ、塊の内部が宝石の製造に使用される。

## 参照
1. ↑  Xu, Jiayue; Lei, Xiuyun; Jiang, Xin; He, Qingbo; Fang, Yongzheng; Zhang, Daobiao; He, Xuemei (2009-12-01). “Industrial growth of yttria-stabilized cubic zirconia crystals by skull melting process”. Journal of Rare Earths 27 (6):  971–974. doi:10.1016/S1002-0721(08)60372-5. ISSN 1002-0721.